# La Alberca de Záncara
La Alberca de Záncara é um município da Espanha, na província de Cuenca, comunidade autônoma de Castela-Mancha. Tem 212,40 km² de área e em 2021 tinha 1 581 habitantes (densidade: 7,4 hab./km²). Limita com os municípios de Las Pedroñeras, El Provencio, San Clemente, Santa María del Campo Rus e Villaescusa de Haro.